# Macromitrium weissioides
Macromitrium weissioides är en bladmossart som beskrevs av C. Müller 1872. Macromitrium weissioides ingår i släktet Macromitrium och familjen Orthotrichaceae. Inga underarter finns listade i Catalogue of Life.